# Вороновская волость (Подольский уезд)
Вороновская волость — административно-территориальная единица в составе Подольского уезда Московской губернии Российской империи и РСФСР. Центром волости было село Вороново (ныне поселение Вороновское Троицкого административного округа города Москвы). После упразднения волости в 1929 году её территория вошла в Красно-Пахорский район Московского округа Московской области.

## География
Граничила с Рудневской, Красно-Пахорской, Клёновской, Стреминовской волостями Московской губернии, а на юго-западе — с Калужской губернией.

## Населённые пункты (в 1913 году)
- деревни: Бабенки, Бакланово, Беляево, Безобразово, Богоденово, Бунчиха, Бутырки, Голохвастово, Захаркино, Зинаевка, Иевлево, Каменка, Клёновка, Косовка, Лопатино, Логиново, Львово, Лыковка, Мачихино, Михалёво, Могутово, Моча, Новоселки, Плаксино, Пудово, Разбегаевка, Рыжово, Савеловка, Сахарово, Семенково, Серговка, Сипягино, Собакино, Старо-Свитино, Троица, Усадищи, Усюмово, Шубино, Щитово, Юрьево, Ясенки
- посёлки: Акулово, Кресты
- пустошь Баранково
- сёла: Васюнино, Вороново, Дятлово, Покровское, Свитино, Спас-Купля

## Население
По данным на 1890 год в волости проживало 7532 человека, а к 1926 году — 8698 человек.